# Klaus Wesch
Pas d'image ? Cliquez ici

a Compétitions nationales et continentales officielles uniquement.

b Matchs officiels uniquement.
Klaus Wesch est  un joueur et entraîneur allemand de rugby à XV, né le 16 mars 1935 à Hanovre (Allemagne) et mort le 28 décembre 1990 à La Clusaz (France), ayant notamment évolué au TSV Victoria Linden de Hanovre au poste de centre ou d'ailier.

## Biographie
Klaus Wesch naît le 16 mars 1935 à Hanovre (Allemagne) et décède le 28 décembre 1990 à La Clusaz (France).
Klaus Wesch évolue au poste de centre ou d'ailier.
Avec le TSV Victoria Linden , il est devient champion d’Allemagne à sept reprises (record national), en 1954, 1955, 1956, 1958, 1962, 1969 et 1972 (1re Ligue fédérale en cette dernière année), ainsi que demi-finaliste de la Coupe d'Europe des clubs champions FIRA face au FC Grenoble en 1963.
Klaus Wesch évolue également au FC Grenoble de 1958 à 1960, où ayant réussi ses examens de droit il demande à quitter le club de Grenoble pour aller s'installer à Francfort.
Après sa carrière de joueur, Wesch fut aussi coentraîneur de l'équipe d'Allemagne de 1969 à 1981 avec Gerhard Kneifel, puis il fut également Président de la FIRA en 1990 et 1991.

## Palmarès

### Équipe d'Allemagne
- 32 sélections en équipe nationale de 1955 à 1967[5].

### Club
- Championnat d'Allemagne :
  - Vainqueur (7) : 1954, 1955, 1956, 1958, 1962, 1969 et 1972

### Personnel
- Médaillé d'argent de la FIRA en 1984.